# Gunilla Johansdotter (Bese)
Gunilla Johansdotter (Bese), även kallad Gunhild, född 1475, död 1553, var en finländsk adelsdam och länstagare av Viborgs län 1511–1513.

## Biografi
Gunilla Johansdotter var dotter till riksrådet Johan Bese och Katarina Jonsdotter (Gädda), och gift 1490 med riddaren, hövitsmannen tillika riksrådet Erik Turesson (Bielke). Efter makens död 1511 övertog hon styret av Viborgs slott och län som tillfällig interimsguvernör, och innehade denna position fram till 1513.
Gunilla beskrivs som kraftfull och behjärtad och bedöms ha varit en kapabel guvernör. Som guvernör ska Gunilla ha förhindrat ett potentiellt ryskt krigshot genom att inleda förberedande åtgärder för nya fredsunderhandlingar i ett läge då ryssarna var nära att riva upp 1510 års fred. Hon förhindrade också i samråd med Sten Sture d. y. att Nils Bosson (Grip), som det inom riksrådet dominerande Trollepartiets kandidat, utnämndes till guvernörsposten i Viborg och Olovsborg. Den 26 maj 1513 överlämnade hon i stället befälet över de båda länen till sin svärson Tönne Eriksson (Tott).
Gunilla Johansdotter flyttade därefter tillbaka till Sverige och ägnade sig sedan åt skötseln av sina gods: bland dem Benhammar i Uppland, Herrsäter i Östergötland och Nygård i Tjust förutom en mängd spridda bondgårdar i olika delar av riket. Hon delade allteftersom ut dem till sina barn, men behöll Benhammar till sin död.
Fru Gunillas gränd är uppkallad efter henne.
Barn
1. Axel Eriksson (Bielke)
2. Ture Eriksson (Bielke)
3. Anna Eriksdotter (Bielke) gift med Johan Månsson (Natt och Dag)
4. Karin Eriksdotter (Bielke) levde ännu 1558. Gift 1:o 1512 med riksrådet och hövitsmannen på Viborg Tönne Eriksson (Thott) Gift 2:o med fältöversten Arvid Gustafsson Västgöte.
5. Nils Eriksson. Hövitsman i Kalmar län. Död efter 1536.
6. Brita Eriksdotter, död ung.
7. Johan Eriksson, nämndes 1528.
8. Bengt Eriksson, död ung.
9. Erik Eriksson, till Benhamra. Var gift och efterlämnade endast en dotter Karin Eriksdotter.
10. Barbro Eriksdotter, gift 26 juni 1524 på Benhammar med sin systers styvson, riddaren och riksrådet Måns Johansson (Natt och Dag).